# Армения на летних Олимпийских играх 2016
Армения на летних Олимпийских играх 2016 года была представлена 32 спортсменами в 8 видах спорта. На церемонии открытия Игр право нести национальный флаг было доверено пловцу Вагану Мхитаряну, а на церемонии закрытия — Артуру Алексаняну, который завоевал золото в соревнованиях по греко-римской борьбе. По итогам Игр на счету армянских спортсменов была 1 золотая и 3 серебряных медали, что позволило сборной Армении занять 42-е место в неофициальном медальном зачёте.
Все спортсмены Армении, которые квалифицировались на Игры 2016 года, а также их тренеры, стали обладателями именных стипендий президента Армении.

## Медали
| Золото  |                  |                                           |            |
| №       | Спортсмены       | Вид спорта (дисциплина)                   | Дата       |
| 1       | Артур Алексанян  | Борьба (греко-римская, до 98 кг, мужчины) | 16 августа |
| Серебро |                  |                                           |            |
| №       | Спортсмены       | Вид спорта (дисциплина)                   | Дата       |
| 1       | Симон Мартиросян | Тяжёлая атлетика (до 105 кг, мужчины)     | 15 августа |
| 2       | Мигран Арутюнян  | Борьба (греко-римская, до 66 кг, мужчины) | 16 августа |
| 3       | Гор Минасян      | Тяжёлая атлетика (свыше 105 кг, мужчины)  | 16 августа |

## Состав сборной
Бокс
1. Нарек Абгарян
2. Арам Авагян
3. Оганес Бачков
4. Владимир Маргарян
5. Артур Оганесян

 Борьба
Вольная борьба
1. Леван Берианидзе
2. Георгий Кетоев
3. Гарник Мнацаканян
4. Давид Сафарян

Греко-римская борьба
1. Артур Алексанян
2. Мигран Арутюнян
3. Арсен Джулфалакян
4. Максим Манукян

 Дзюдо
1. Ованес Давтян

 Лёгкая атлетика
1. Левон Агасян
2. Лилит Арутюнян
3. Диана Хубесерян
4. Гаяне Чилоян
5. Амалия Шароян

 Плавание
1. Ваган Мхитарян
2. Моника Василян

 Спортивная гимнастика
1. Артур Давтян
2. Арутюн Мердинян
3. Ури Гебешян

 Стрельба
1. Грачик Бабаян

 Тяжёлая атлетика
- Квота 1
- Квота 2
- Квота 3
- Квота 4
- Квота 5
- Квота 6
- Квота 7

## Результаты соревнований

### Бокс
Квоты, завоёванные спортсменами являются именными. Если от одной страны путёвки на Игры завоюют два и более спортсмена, то право выбора боксёра предоставляется Национальному Олимпийскому комитету. Соревнования по боксу проходят по системе плей-офф. Для победы в олимпийском турнире боксёру необходимо одержать либо четыре, либо пять побед в зависимости от жеребьёвки соревнований. Оба спортсмена, проигравшие в полуфинальных поединках, становятся обладателями бронзовых наград.
Мужчины
| Категория | Спортсмены        | Первый раунд         | Второй раунд         | Четвертьфинал        | Полуфинал            | Финал                | Место                |
| Категория | Спортсмены        | Соперник Результат   | Соперник Результат   | Соперник Результат   | Соперник Результат   | Соперник Результат   | Место                |
| --------- | ----------------- | -------------------- | -------------------- | -------------------- | -------------------- | -------------------- | -------------------- |
| до 49 кг  | Артур Оганесян    | ESPС. Кармона П 0:3  | завершил выступление | завершил выступление | завершил выступление | завершил выступление | завершил выступление |
| до 52 кг  | Нарек Абгарян     |                      |                      |                      |                      |                      |                      |
| до 56 кг  | Арам Авагян       | JPNА. Морисака В 2:1 | IRLМ. Конлан (1) :   |                      |                      |                      |                      |
| до 64 кг  | Оганес Бачков     | VENЛ. Аркон В 2:1    | CHNХу Цяньсюнь :     |                      |                      |                      |                      |
| до 69 кг  | Владимир Маргарян | FIJУ. Хилл В 3:0     | CUBР. Иглесиас (4) : |                      |                      |                      |                      |

### Борьба
В соревнованиях по борьбе, как и на предыдущих трёх Играх, будет разыгрываться 18 комплектов наград. По 6 у мужчин в вольной и греко-римской борьбе и 6 у женщин в вольной борьбе. Турнир пройдёт по олимпийской системе с выбыванием. В утешительный раунд попадают участники, проигравшие в своих поединках будущим финалистам соревнований. Каждый поединок состоит из двух раундов по 3 минуты, победителем становится спортсмен, набравший большее количество технических очков. По окончании схватки, в зависимости от результатов спортсменам начисляются классификационные очки.
Мужчины
Вольная борьба
| Категория | Спортсмены        | Первый раунд       | 1/8 финала         | Четвертьфинал      | Полуфинал          | Финал              | Место |
| Категория | Спортсмены        | Соперник Результат | Соперник Результат | Соперник Результат | Соперник Результат | Соперник Результат | Место |
| --------- | ----------------- | ------------------ | ------------------ | ------------------ | ------------------ | ------------------ | ----- |
| до 57 кг  | Гарник Мнацаканян |                    |                    |                    |                    |                    |       |
| до 65 кг  | Давид Сафарян     |                    |                    |                    |                    |                    |       |
| до 97 кг  | Георгий Кетоев    |                    |                    |                    |                    |                    |       |
| до 125 кг | Леван Берианидзе  |                    |                    |                    |                    |                    |       |

Греко-римская борьба
| Категория | Спортсмены        | Первый раунд       | 1/8 финала         | Четвертьфинал      | Полуфинал          | Финал              | Место |
| Категория | Спортсмены        | Соперник Результат | Соперник Результат | Соперник Результат | Соперник Результат | Соперник Результат | Место |
| --------- | ----------------- | ------------------ | ------------------ | ------------------ | ------------------ | ------------------ | ----- |
| до 66 кг  | Мигран Арутюнян   |                    |                    |                    |                    |                    |       |
| до 75 кг  | Арсен Джулфалакян |                    |                    |                    |                    |                    |       |
| до 85 кг  | Максим Манукян    |                    |                    |                    |                    |                    |       |
| до 98 кг  | Артур Алексанян   |                    |                    |                    |                    |                    |       |

### Водные виды спорта

#### Плавание
В следующий раунд на каждой дистанции проходят спортсмены, показавшие лучший результат, независимо от места, занятого в своём заплыве.
Мужчины
| Дистанция                | Спортсмены     | Предварительный раунд | Предварительный раунд | Предварительный раунд | Полуфинал | Полуфинал | Полуфинал | Финал     | Финал |
| Дистанция                | Спортсмены     | Заплыв                | Результат             | Место                 | Заплыв    | Результат | Место     | Результат | Место |
| ------------------------ | -------------- | --------------------- | --------------------- | --------------------- | --------- | --------- | --------- | --------- | ----- |
| 50 метров вольным стилем | Ваган Мхитарян |                       |                       |                       |           |           |           |           |       |

Женщины
| Дистанция                | Спортсмены     | Предварительный раунд | Предварительный раунд | Предварительный раунд | Полуфинал | Полуфинал | Полуфинал | Финал     | Финал |
| Дистанция                | Спортсмены     | Заплыв                | Результат             | Место                 | Заплыв    | Результат | Место     | Результат | Место |
| ------------------------ | -------------- | --------------------- | --------------------- | --------------------- | --------- | --------- | --------- | --------- | ----- |
| 50 метров вольным стилем | Моника Василян |                       |                       |                       |           |           |           |           |       |

### Гимнастика

#### Спортивная гимнастика
В квалификационном раунде проходил отбор, как в финал командного многоборья, так и в финалы личных дисциплин. В финал индивидуального многоборья отбиралось 24 спортсмена с наивысшими результатами, а в финалы отдельных упражнений по 8 спортсменов, причём в финале личных дисциплин страна не могла быть представлена более, чем 2 спортсменами. В командном многоборье в квалификации на каждом снаряде выступали по 4 спортсмена, а в зачёт шли три лучших результата. В финале командных соревнований на каждом снаряде выступало по три спортсмена и все три результата шли в зачёт.
Мужчины
Индивидуальные упражнения
| Соревнование   | Спортсмены      | Квалификация | Квалификация | Финал                | Финал                |
| Соревнование   | Спортсмены      | Очки         | Место        | Очки                 | Место                |
| -------------- | --------------- | ------------ | ------------ | -------------------- | -------------------- |
| конь           | Арутюн Мердинян | 15,583       | 4 Q          |                      |                      |
| опорный прыжок | Артур Давтян    | 14,566       | 11           | завершил выступление | завершил выступление |

Женщины
Многоборья
| Соревнование      | Спортсмены  | Квалификация   | Квалификация        | Квалификация | Квалификация       | Квалификация | Квалификация | Финал                 | Финал                 | Финал                 | Финал                 | Финал                 | Финал                 |
| Соревнование      | Спортсмены  | Опорный прыжок | Разновысокие брусья | Бревно       | Вольные упражнения | Всего        | Место        | Опорный прыжок        | Разновысокие брусья   | Бревно                | Вольные упражнения    | Всего                 | Место                 |
| ----------------- | ----------- | -------------- | ------------------- | ------------ | ------------------ | ------------ | ------------ | --------------------- | --------------------- | --------------------- | --------------------- | --------------------- | --------------------- |
| личное многоборье | Ури Гебешян | 14,016         | 13,666              | 13,266       | 12,900             | 53,848       | 38           | завершила выступление | завершила выступление | завершила выступление | завершила выступление | завершила выступление | завершила выступление |

Индивидуальные упражнения
| Соревнование        | Спортсмены  | Квалификация | Квалификация | Финал                 | Финал                 |
| Соревнование        | Спортсмены  | Очки         | Место        | Очки                  | Место                 |
| ------------------- | ----------- | ------------ | ------------ | --------------------- | --------------------- |
| разновысокие брусья | Ури Гебешян | 13,666       | 53           | завершила выступление | завершила выступление |
| бревно              | Ури Гебешян | 13,266       | 53           | завершила выступление | завершила выступление |
| вольные упражнения  | Ури Гебешян | 12,900       | 61           | завершила выступление | завершила выступление |

### Дзюдо
Соревнования по дзюдо проводились по системе с выбыванием. В утешительные раунды попадали спортсмены, проигравшие полуфиналистам турнира. Два спортсмена, одержавших победу в утешительном раунде, в поединке за бронзу сражались с дзюдоистами, проигравшими в полуфинале.
Мужчины
| Категория | Спортсмены    | 1/32 финала        | 1/16 финала            | 1/8 финала               | Четвертьфинал        | Полуфинал            | Финал                | Место |
| Категория | Спортсмены    | Соперник Результат | Соперник Результат     | Соперник Результат       | Соперник Результат   | Соперник Результат   | Соперник Результат   | Место |
| --------- | ------------- | ------------------ | ---------------------- | ------------------------ | -------------------- | -------------------- | -------------------- | ----- |
| до 60 кг  | Ованес Давтян | не участвовал      | AUTЛ. Пайшер В 100:000 | RUSБ. Мудранов П 000:001 | завершил выступление | завершил выступление | завершил выступление | 9     |

### Лёгкая атлетика
Мужчины
Технические дисциплины
| Дисциплина     | Спортсмен    | Квалификация | Квалификация | Финал     | Финал |
| Дисциплина     | Спортсмен    | Результат    | Место        | Результат | Место |
| -------------- | ------------ | ------------ | ------------ | --------- | ----- |
| тройной прыжок | Левон Агасян |              |              |           |       |

Женщины
Беговые дисциплины
| Дисциплина                    | Спортсмен       | Предварительный раунд | Предварительный раунд | Предварительный раунд | Четвертьфиналы | Четвертьфиналы | Четвертьфиналы | Полуфиналы | Полуфиналы | Полуфиналы | Финал | Финал |
| Дисциплина                    | Спортсмен       | Забег                 | Время                 | Место                 | Забег          | Время          | Место          | Забег      | Время      | Место      | Время | Место |
| ----------------------------- | --------------- | --------------------- | --------------------- | --------------------- | -------------- | -------------- | -------------- | ---------- | ---------- | ---------- | ----- | ----- |
| бег на 200 метров             | Диана Хубесерян |                       |                       |                       |                |                |                |            |            |            |       |       |
| бег на 200 метров             | Гаяне Чилоян    |                       |                       |                       |                |                |                |            |            |            |       |       |
| бег на 400 метров с барьерами | Лилит Арутюнян  |                       |                       |                       | не проводится  | не проводится  | не проводится  |            |            |            |       |       |

Технические дисциплины
| Дисциплина     | Спортсмен     | Квалификация | Квалификация | Финал     | Финал |
| Дисциплина     | Спортсмен     | Результат    | Место        | Результат | Место |
| -------------- | ------------- | ------------ | ------------ | --------- | ----- |
| прыжок в длину | Амалия Шароян |              |              |           |       |

### Стрельба
В январе 2013 года международная федерация спортивной стрельбы приняла новые правила проведения соревнований на 2013—2016 года, которые, в частности, изменили порядок проведения финалов. Во многих дисциплинах спортсмены, прошедшие в финал, теперь начинают решающий раунд без очков, набранных в квалификации, а финал проходит по системе с выбыванием. Также в финалах после каждого раунда стрельбы из дальнейшей борьбы выбывает спортсмен с наименьшим количеством баллов. В скоростном пистолете решающие поединки проходят по системе попал-промах. В стендовой стрельбе добавился полуфинальный раунд, где определяются по два участника финального матча и поединка за третье место.
Мужчины
| Соревнование                       | Спортсмены    | Квалификация | Квалификация | Полуфинал     | Полуфинал     | Финал                | Финал                |
| Соревнование                       | Спортсмены    | Результат    | Место        | Результат     | Место         | Соперник/ Результат  | Место                |
| ---------------------------------- | ------------- | ------------ | ------------ | ------------- | ------------- | -------------------- | -------------------- |
| пневматическая винтовка, 10 метров | Грачик Бабаян | 621,5        | 24           | не проводится | не проводится | завершил выступление | завершил выступление |

### Тяжёлая атлетика
Каждый НОК самостоятельно выбирает категорию в которой выступит её тяжелоатлет. В рамках соревнований проводятся два упражнения — рывок и толчок. В каждом из упражнений спортсмену даётся 3 попытки. Победитель определяется по сумме двух упражнений. При равенстве результатов победа присуждается спортсмену, с меньшим собственным весом.
Мужчины
| Категория | Спортсмены | Вес | Рывок | Рывок | Рывок | Толчок | Толчок | Толчок | Всего | Место |
| Категория | Спортсмены | Вес | 1     | 2     | 3     | 1      | 2      | 3      | Всего | Место |
| --------- | ---------- | --- | ----- | ----- | ----- | ------ | ------ | ------ | ----- | ----- |
|           |            |     |       |       |       |        |        |        |       |       |
|           |            |     |       |       |       |        |        |        |       |       |
|           |            |     |       |       |       |        |        |        |       |       |
|           |            |     |       |       |       |        |        |        |       |       |
|           |            |     |       |       |       |        |        |        |       |       |

Женщины
| Категория | Спортсмены     | Вес   | Рывок | Рывок | Рывок | Толчок | Толчок | Толчок | Всего | Место |
| Категория | Спортсмены     | Вес   | 1     | 2     | 3     | 1      | 2      | 3      | Всего | Место |
| --------- | -------------- | ----- | ----- | ----- | ----- | ------ | ------ | ------ | ----- | ----- |
| до 69 кг  | Назели Авдалян | 68,55 | 103   | 107   | 107   | 130    | 133    | 135    | 242   | 5     |
|           |                |       |       |       |       |        |        |        |       |       |